# 18 de Marzo (Tabasco)
18 de Marzo es una localidad del municipio de Huimanguillo ubicado en la subregión de la Chontalpa del estado mexicano de Tabasco.

## Historia
La localidad fue creada después de haberse desfusionado de Economía el 15 de noviembre de 2019.

## Geografía
La localidad de 18 de Marzo se sitúa en las coordenadas geográficas 17°39′49″N 93°24′20″O / 17.663741, -93.405419, a una elevación de 60 metros sobre el nivel del mar.

## Demografía
Según el Conteo de Población y Vivienda 2020, efectuado por el Instituto Nacional de Estadística y Geografía, la localidad de 18 de Marzo tiene 71 habitantes, de los cuales 32 son del sexo masculino y 39 del sexo femenino. Su tasa de fecundidad es de 2.63 hijos por mujer y tiene 17 viviendas particulares habitadas.